# ابنة سوسلوف
ابنة سوسلوف رواية للروائي اليمني حبيب عبد الرب سروري. صدرت الرواية لأوّل مرة عام 2014 عن دار الساقي في لندن. ودخلت في القائمة الطويلة للجائزة العالمية للرواية العربية لعام 2015، المعروفة باسم «جائزة بوكر العربية».

## حول الرواية
يروي الكاتب اليمني «حبيب عبد الرب سروري» في هذه الرواية تسرد واقع اليمن المعاصر وتاريخ عدن وما شهدته من تقلّبات سياسية بدءًا من فترة الستينيات من القرن العشرين حيث الكفاح المسلّح ضد الاستعمار والاحتلال البريطاني، مرورًا باستقلال اليمن الجنوبي وتأسيس جمهورية اليمن الجنوبية الشعبية ثم توحّد اليمن عام 1990، وصولا إلى قيام الربيع العربي. يأتي هذا كله في سياق حكاية بطل الرواية الذي يعجب في صباه بابنة أحد قيادات الدعاية السياسية في الحزب الاشتراكي اليمني ذي الخلفية الماركسية الحاكم أنذاك، ثم يلتقي بها بعد سنين طويلة ليجدها قد تحوّلت من ابنة شخصية ماركسية (لُقّب بـ«سوسلوف») إلى داعية سلفية منقّبة. هي رواية تغوص في الجانب السياسي المحرّم في اليمن.